# Ржаное (Орловская область)
Ржаное — деревня в Залегощенском районе Орловской области России. Входит в состав Моховского сельского поселения.

## География
Деревня находится в центральной части Орловской области, в лесостепной зоне, в пределах центральной части Среднерусской возвышенности, при автодороге 54А-1, на расстоянии примерно 17 километров (по прямой) к западу от посёлка городского типа Залегощь, административного центра района. Абсолютная высота — 257 метров над уровнем моря.
Часовой пояс
Деревня Ржаное, как и вся Орловская область, находится в часовой зоне МСК (московское время). Смещение применяемого времени относительно UTC составляет +3:00.

## Население
| 2002 | 2010 |
| ---- | ---- |
| 270  | ↘255 |

Половой состав
По данным Всероссийской переписи населения 2010 года в гендерной структуре населения мужчины составляли 52,5 %, женщины — соответственно 47,5 %.
Национальный состав
Согласно результатам переписи 2002 года, в национальной структуре населения русские составляли 77 % из 270 чел.